# Жан-Шарль Кастеллетто
Жан-Шарль Кастеллетто (фр. Jean-Charles Castelletto, нар. 26 січня 1995, Кламар) — камерунський футболіст, захисник клубу «Нант».
Виступав, зокрема, за клуб «Осер», а також національну збірну Камеруну.
Володар Кубка Франції. 

## Клубна кар'єра
Народився 26 січня 1995 року в місті Кламар. Вихованець юнацьких команд футбольних клубів «Бретіньї Фут» та «Осер».
У дорослому футболі дебютував 2012 року виступами за команду «Осер 2», в якій провів три сезони, взявши участь у 20 матчах чемпіонату. 
Своєю грою за цю команду привернув увагу представників тренерського штабу клубу «Осер», до складу якого приєднався 2013 року. Відіграв за команду з Осера наступні два сезони своєї ігрової кар'єри. Більшість часу, проведеного у складі «Осера», був основним гравцем захисту команди.
Згодом з 2015 по 2020 рік грав у складі команд «Брюгге», ««Мускрон»», «Ред Стар» та «Брест».
До складу клубу «Нант» приєднався 2020 року. Станом на 13 листопада 2022 року відіграв за команду з Нанта 65 матчів в національному чемпіонаті.

## Виступи за збірні
2010 року дебютував у складі юнацької збірної Франції (U-16).
Кастелетто народився у Франції, його батько має італійське походження, а мати родом із Камеруну. На рівні юнацьких збірних Жан-Шарль упродовж п'яти років представляв Францію. Він грав за команди U-16, U-17, U-18, U-19 і U-20, загалом зігравши 25 матчів і забивши один гол.
У 2017 році Кастеллетто вирішив змінити футбольне громадянство та виступати за збірну країни його матері і дебютував в офіційних матчах у складі національної збірної Камеруну.
У складі збірної був учасником Кубка африканських націй 2021 року у Камеруні, на якому команда здобула бронзові нагороди.
На чемпіонаті світу 2022 року у Катарі відзначився дебютним забитим м'ячем за національну команду у грі зі збірною Сербії (3-3).
| Дата       | Місто          | Господарі      | Результат               | Гості             | Турнір                                      | Голи | Примітки |
| ---------- | -------------- | -------------- | ----------------------- | ----------------- | ------------------------------------------- | ---- | -------- |
| 11-11-2017 | Ндола          | Замбія         | 2 – 2                   | Камерун           | Відбір до ЧС 2018                           | -    | 43'      |
| 12-11-2020 | Дуала          | Камерун        | 4 – 1                   | Мозамбік          | Відбір до Кубка африканських націй 2021     | -    |          |
| 16-11-2020 | Мапуту         | Мозамбік       | 0 – 2                   | Камерун           | Відбір до Кубка африканських націй 2021     | -    | 70' 82'  |
| 8-6-2021   | Вінер-Нойштадт | Камерун        | 0 – 0                   | Нігерія           | товариський матч                            | -    | 73'      |
| 13-1-2022  | Яунде          | Камерун        | 4 – 1                   | Ефіопія           | Кубок африканських націй 2021 - 1-й етап    | -    |          |
| 24-1-2022  | Яунде          | Камерун        | 2 – 1                   | Коморські Острови | Кубок африканських націй 2021 - 1/8 фіналу  | -    |          |
| 29-1-2022  | Дуала          | Гамбія         | 0 – 2                   | Камерун           | Кубок африканських націй 2021 - чвертьфінал | -    |          |
| 3-2-2022   | Яунде          | Камерун        | 0 – 0 д.ч. (1 – 3 п.п.) | Єгипет            | Кубок африканських націй 2021 - півфінал    | -    | 99'      |
| 25-3-2022  | Дуала          | Камерун        | 0 – 1                   | Алжир             | Відбір до ЧС 2022                           | -    |          |
| 29-3-2022  | Бліда          | Алжир          | 1 – 2 д.ч.              | Камерун           | Відбір до ЧС 2022                           | -    |          |
| 9-6-2022   | Дар-ес-Салам   | Бурунді        | 0 – 1                   | Камерун           | Відбір до Кубка африканських націй 2023     | -    |          |
| 23-9-2022  | Коян           | Камерун        | 0 – 2                   | Узбекистан        | товариський матч                            | -    |          |
| 27-9-2022  | Сеул           | Південна Корея | 1 – 0                   | Камерун           | товариський матч                            | -    |          |
| 18-11-2022 | Абу-Дабі       | Камерун        | 1 – 1                   | Панама            | товариський матч                            | -    |          |
| 24-11-2022 | Ель-Вакра      | Швейцарія      | 1 – 0                   | Камерун           | ЧС 2022 - 1-й раунд                         | -    |          |
| 28-11-2022 | Ель-Вакра      | Камерун        | 3 – 3                   | Сербія            | ЧС 2022 - 1-й раунд                         | 1    |          |
| Усього     |                | Матчів         | 16                      |                   | Голів                                       | 1    |          |

## Титули і досягнення
- Володар Кубка Франції (1):

«Нант»: 2022